# HD 88809
HD 88809 är en dubbelstjärna i den södra delen av stjärnbilden Luftpumpen. Den har en skenbar magnitud av ca 5,89 och är svagt synlig för blotta ögat där ljusföroreningar ej förekommer. Baserat på parallax enligt Gaia Data Release 2 på ca 7,2 mas, beräknas den befinna sig på ett avstånd på ca 451 ljusår (ca 138 parsek) från solen. Den rör sig bort från solen med en heliocentrisk radialhastighet på ca 20 km/s.

## Egenskaper
Primärstjärnan HD 88809 A är en orange till gul jättestjärna av spektralklass K1 III. som har förbrukat förrådet av väte i dess kärna och utvecklats bort från huvudserien. Den har en massa som är ca 1,3 solmassor, en radie som, baserat på en uppmätt vinkeldiameter av 1,15 mas, är ca 17 solradier och har ca 117 gånger solens utstrålning av energi från dess fotosfär vid en effektiv temperatur av ca 4 400 K.
Följeslagare HD 88809 B är en stjärna av 13:e magnituden som ligger separerad med ca 4,9 bågsekunder (676,2 AE) vid en positionsvinkel av 105°.